# Cuauhtémoc (Villaflores)
Cuauhtémoc es una localidad del estado mexicano de Chiapas. Es parte del municipio de Villaflores.

## Toponimia
El nombre de la localidad rinde homenaje a Cuauhtémoc, último huey tlatoani del Imperio mexica.

## Demografía
| Gráfica de evolución demográfica |
|                                  |

| Censo | Población |
| ----- | --------- |
| 1940  | 283       |
| 1950  | 529       |
| 1960  | 1 636     |
| 1970  | 1 173     |
| 1980  | 1 400     |
| 1990  | 2 453     |
| 2000  | 2 791     |
| 2010  | 3 084     |
| 2020  | 3 312     |